# Turmhügel Hahnhof
Der Turmhügel Hahnhof ist eine abgegangene mittelalterliche Turmhügelburg (Motte) etwa 150 Meter nordwestlich der Kirche in Hahnhof, einem Gemeindeteil der Marktgemeinde Ebensfeld im Landkreis  Lichtenfels in Bayern.
Von der ehemaligen Burganlage ist noch der Turmghügel erhalten.